# Staryj Juledur
Staryj Juledur (ros. Старый Юледур) – wieś (dieriewnia) w Rosji, w Mari El, w rejonie kużenierskim. W 2010 liczyła 249 mieszkańców.